# Flordeneu
Flordeneu és un personatge literari, del poema èpic Canigó, de Jacint Verdaguer, publicat el 1886, que constitueix un dels poemes clau de la Renaixença catalana. Consta de més de quatre mil versos en dotze cants i un epíleg. El tema és el del naixement de la nació catalana a les valls pirinenques a l'època carolíngia.

## El personatge dins del context de l'obra
La història comença quan Gentil, fill del Comte Tallaferro, contempla el Canigó mentre el seu escuder li comença a parlar de les fades que hi viuen, i ell decideix de traslladar-s'hi. Allà és rebut per Flordeneu, la reina de les fades, però sota l'aparença de la pastora Griselda.

## Fragment literari escollit
| «                                     | Fa anys, avui mateix, en aquesta hora, jo seia ací amb Gentil; los besos de l'aurora volaven per son front, com les abelles pel front de les poncelles que en sa brosta desclou l'alè d'abril. I avui, a aquesta cima que guarda la petjada de son preu, amb quant mon cor estima tinc de donar l'adéu! Muntanyes regalades són les de Canigó; per mi bé ho són estades, mes ara no ho són, no! | » |
| — Canigó, Cant XII, Cant de Flordeneu | |   |

## En la cultura popular
- Immediatament després de la mort del poeta, Juli Garreta va compondre la sardana Flordeneu, que amb Griselda forma un díptic musical.[2]
- El 1977, Joan Brosa escrigué el poema compost de cinc versos lliures «Flordeneu».[3]
- El 2018, Bel Bellvehí estrenà el conte teatral per a tots els públics Flordeneu, la fada de Nadal.[4]